# 正义者同盟
正义者同盟（德語：Bund der Gerechten）是一個流亡法國的德意志工人革命團體，1836年成立于巴黎，分裂自流亡者同盟，主要领导人是威廉·魏特林。後來有侨居法国的荷蘭、匈牙利、捷克、俄國、瑞典、挪威等国的工人參加，成為國際性的工人秘密革命組織。他們的目的是要是一切人享有自由與平等，口號是“四海之內皆兄弟”（德語：Alle Menschen sind Brüder）。
1847年6月，同盟接受馬克思、恩格斯的建议，接受资产阶级与无产阶级的尖锐对立性，改组为“共產主義者同盟”，原阶级观点模糊的“四海之内皆兄弟”口号废除，代之以“全世界无产者，联合起来”（德语：Proletarier aller Länder, vereinigt euch!）这个斗争鲜明的口号。马克思和恩格斯成为同盟新的领导人，提出了新的章程，规定了民主集中制等原则。

## 历史
1832年，住在法国巴黎的德意志移民和工匠建立“德意志人民联盟”。1834年，因法律修改，德意志人民联盟被取缔，雅各布·韦尼迪和西奥多·舒斯特遂在巴黎秘密成立流亡者同盟，这一组织是按照菲利普·邦纳罗蒂试图建立一个平等主义革命国际组织“普世民主烧炭党”的想法组织起来的，也许是这一形态组织的第一个。这一组织的成员是德国移民。舒斯特1834年的小册子《流亡者信条草案》被认为是第一个鼓吹社会底层人民在未来的革命面前团结起来的文案。
在巅峰时期，流亡者同盟在巴黎有大约100名成员，法兰克福则有80人。在这一时期，舒斯特主要鼓吹德意志统一和组织中产阶级共和主义者加入流亡者同盟。当舒斯特和同盟其他领导人集中在这两件事时，流亡者同盟成员中的工人阶级逐渐团结在威廉·魏特林周边。这一团体于1836年在巴黎成立了正义者同盟，作为流亡者同盟的分支。由于成员更加重视其他组织，流亡者同盟于1838年瓦解。
正义者同盟的成员由德裔熟练的手工艺人，尤其是裁缝和木工组成。他们的目标是“基于友爱，平等和正义的原则来建立地下天国”，这被同盟称之为“新耶路撒冷”。同盟的口号是“四海之内皆兄弟”。他们被认为是弗朗索瓦-诺埃尔·巴贝夫的追随者和空想社会主义者。同盟期待一场社会革命，被同盟的领袖之一，卡尔·沙佩尔称之为“人民伟大的起义日”。弗里德里希·恩格斯轻蔑地认为正义者同盟和其他法国的秘密社团本质上相似，除了她是德国人组成。
威廉·魏特林是同盟最主要的领袖，魏特林宣称自己是“社会的马丁·路德”，并宣布私有财产和金钱是剥削和贪污的来源。其他领袖还包括卡尔·沙佩尔，布鲁诺·鲍威尔，马克西米利安·约瑟夫·莫尔，奥古斯特·赫尔曼·埃沃贝克和约翰·赫克里格。
同盟的许多成员参与了1839年5月12日的“四季社起义”，这导致同盟被法国政府驱逐。同盟随后迁往伦敦，并于1840年成立了一个掩护机构德国工人教育协会。同盟继续发展，在巅峰期成员达到超过1，000人。
1845年同盟内部发生争论，威廉·魏特林主张工人立即起义，卡尔·沙佩尔则认为时机尚未成熟，尤其是在他经历过1839年起义后。沙佩尔主张继续教育群众来准备革命。
由于政治分歧，卡尔·马克思对加入同盟产生犹豫，但在马克西米利安·约瑟夫·莫尔于1847年1月拜访马克思后所说服。摩尔认为马克思可以作为同盟成员在内部辩论来扩大马克思主义的影响力。1847年6月，正义者同盟和共产主义通讯委员会合并，重组为共产主义者同盟。